# Madhulika Liddle
Pour les articles homonymes, voir Liddle.
Madhulika Liddle, née le 8 janvier 1973 à Haflong dans l’Assam, est une écrivaine indienne.

## Biographie
Madhulika est née dans la ville de Haflong, dans l'Assam, en Inde. Elle est cadette des deux filles d'Andrew Verity Liddle et de son épouse Muriel Liddle. Andrew Liddle était officier de la police indienne, ce qui l'amenait à être muté dans une nouvelle ville tous les deux ou trois ans. Les douze premières années de la vie de Madhulika se sont donc déroulées dans différentes villes de l'Assam. En 1985, Liddle a été transféré à New Delhi et Madhulika y a terminé sa scolarité. Elle a ensuite étudié à l'Institute of Hotel Management, Catering and Nutrition (en) (IHMCN) à New Delhi.
Madhulika a travaillé au India Habitat Centre de Delhi, puis dans une agence de publicité, et a démissionné en 2008 pour se consacrer à l'écriture à plein temps.

## Œuvre
Elle écrit nouvelles, récits de voyage et livres sur le cinéma, mais elle est surtout connue pour ses romans policiers historiques ayant pour héros Muzaffar Jang, un détective mongol du XVIIe siècle.
Elle obtient le Commonwealth Writers' Prize (en) en 2003 pour A Morning Swim.

### Romans

#### Série policière historiqueMuzaffar Jang
- The Englishman’s Cameo (2009) Publié en français sous le titre Le Camée anglais, traduit par Mélanie Basnel, Arles, Éditions Philippe Picquier, 2010, 350 p.  (ISBN 978-2-8097-0164-7)
- Engraved in Stone (2012)
- Crimson City (2015)

### Recueil de nouvelles

#### SérieMuzaffar Jang
- The Eighth Guest & Other Muzaffar Jang Mysteries (2011)

#### Autre recueil de nouvelles
- My Lawfully Wedded Husband and Other Stories (2012)

### Nouvelle
- Silent Fear (2001)